# Мергеневский сельский округ
Мергеневский сельский округ — административно-территориальное образование в Акжаикском районе Западно-Казахстанской области.

## Административное устройство
1. село Мергенево
2. село Мойылды
3. село Жолап